# Station Studzianki Nowe
Station Studzianki Nowe is een spoorwegstation in de Poolse plaats Studzianki.